# Pencho Stojanov
Pencho Stojanov (født 9. februar 1931 i Sofia - død 24. november 2020) var en bulgarsk komponist, professor og lærer.
Stojanov studerede komposition på State Academy of music hos bl.a. Pancho Vladigerov og studerede senere i Paris hos bl.a. Olivier Messiaen.
Stojanov skrev fire symfonier, orkesterværker, kammermusik, symfoniske digtninge , strygerværker og blæserværker etc. Han blev professor i komposition på State Academy of Music (1964), og underviste vidt omkring i Bulgarien og på andre musikkonservatorier mange steder. Han var søn af komponisten Veselin Stojanov.

## Udvalgte værker
- Symfoni nr. 1 (1958) - for orkester
- Symfoni nr. 2 (1971) - for orkester
- Symfoni nr. 3 "Sinfonietta"(1973) - for orkester
- Symfoni nr. 4 "Tro" (1974) - for bas, fortæller og orkester
- Sinfonietta "Akvareller fra Tarnovo" (1985) - for orkester
- Symfonisk kantate "Optegnelser fra begyndelsen" (1983) - for sopran, basanger, orgel og orkester
- Symfonisk digtning "Drava" - for blæserorkester